# Tashi Namgyal (gyaltsab rinpoche)
Tashi Namgyal (1490-1518) was een Tibetaans tulku. Hij was de tweede gyaltsab rinpoche, een van de vier belangrijkste geestelijk leiders van de karma kagyütraditie in het Tibetaans boeddhisme.
Tashi Namgyal ontving van de zevende karmapa, Chödrag Gyatso een rode hoed, dat wil zeggen een rode Vajra-kroon, als teken van zijn waarde en als symbool voor de ondeelbaarheid van de geest van de karmapa en de gyaltsab rinpoche. Hetzelfde was door een karmapa ook verleend aan zowel de shamarpa als de tai situ.
Toen er een opvolger voor de karmapa gevonden moest worden, werd Mikyö Dorje erkend door de Tai Situpa, maar er was ook een kind uit Amdo die beweerde karmapa te zijn. De Gyaltsab Rinpoche, Tashi Namgyal, bedacht een test om te zien wie de echte karmapa was. Niet bekend is, of de test is uitgevoerd. 
Trashi Namgyal begaf zich namelijk naar Tsurphu, om de kwestie te onderzoeken. Toen hij Mikyö Dorje zag, zou hij echter meteen voor hem zijn geknield en was hij ervan overtuigd, dat de jongen de Karmapa was. Mikyö Dorje werd op de leeftijd van zes jaar door Trashi Namgyel als troonhouder bevestigd.
Tashi Namgyal was ook betrokken bij de opvoeding van Mikyö Dorje.